# ژاپنی کلاسیک
زبان کلاسیک ژاپنی (文語bungo، «زبان ادبی»)، که همچنین به نام «نوشتار قدیمی» (古文kobun) و «ژاپنی قرون وسطایی» خوانده می‌شود، شکل ادبی زبان ژاپنی است که تا اوایل دوره شووا (۱۹۲۶–۱۹۸۹) معیار بود. این زبان بر پایه ژاپنی میانه نخستین است، زبانی که در دوره هی‌آن (۷۹۴–۱۱۸۵) رایج بود، اما تأثیرات دوره‌های بعدی نیز در آن مشهود است. استفاده از آن در اواخر دوره میجی (۱۸۶۸–۱۹۱۲) زمانی که رمان‌نویسان شروع به نوشتن آثار خود به زبان عامیانه کردند، رو به افول رفت. در نهایت، سبک گفتاری به‌طور گسترده مورد استفاده قرار گرفت، از جمله در روزنامه‌های بزرگ، اما بسیاری از اسناد رسمی هنوز به سبک قدیمی نوشته می‌شدند. پس از پایان جنگ جهانی دوم، بیشتر اسناد به سبک گفتاری تغییر یافتند، اگرچه سبک کلاسیک همچنان در ژانرهای سنتی مانند هایکو و واکا استفاده می‌شود. قوانین قدیمی ژاپن نیز به سبک کلاسیک باقی می‌مانند مگر اینکه به‌طور کامل بازنگری شوند.